# RuriDragon
RuriDragon (ルリドラゴン?, Ruri doragon) è un manga scritto e disegnato da Masaoki Shindo. Originariamente era un one-shot pubblicato sulla rivista Jump Giga di Shūeisha il 28 dicembre 2020, prima di essere serializzato su Weekly Shōnen Jump a partire dal 13 giugno 2022. Dopo una pausa indefinita, la serie è stata spostata sulla versione digitale di Weekly Shōnen Jump e sul servizio Shōnen Jump+ nell'aprile 2024. I suoi capitoli sono stati raccolti in tre volumi tankōbon a partire dal 4 ottobre 2022.

## Pubblicazione
L'opera, scritta e disegnata da Masaoki Shindo, era inizialmente un one-shot pubblicato sulla rivista Jump Giga di Shūeisha il 28 dicembre 2020. Ha iniziato la serializzazione su Weekly Shōnen Jump il 13 giugno 2022. Il 1º agosto 2022, Weekly Shōnen Jump ha annunciato che la serie sarebbe andata in pausa a tempo indeterminato per via delle condizioni di salute di Shindo. Il 21 febbraio 2024 è stato annunciato che RuriDragon avrebbe ripreso la sua serializzazione, pubblicando cinque capitoli su Weekly Shōnen Jump dal 4 marzo al 1º aprile, prima di passare a una cadenza bisettimanale nella versione digitale della rivista e nel servizio Shōnen Jump+ a partire dal 22 aprile seguente. Il primo volume tankōbon è stato pubblicato il 4 ottobre 2022. Al 4 marzo 2025 i volumi totali ammontano a 3.
Viz Media e il sito web Manga Plus di Shūeisha stanno pubblicando la serie digitalmente in inglese. In Italia la serie è stata annunciata durante il Napoli Comicon 2025 da Star Comics che la pubblicherà nella collana Dragon a partire dal 30 settembre 2025.

### Volumi
| 1 | 4 ottobre 2022 | ISBN 978-4-08-883285-2 | 30 settembre 2025 | ISBN 978-88-226-5961-3                                                      |
| 1 | Capitoli (traduzioni letterali dei titoli) - 1. Non ha niente a che fare con le corna (ツノ関係ないじゃん?, Tsuno kankei nai jan) - 2. Ci vediamo a scuola (また学校でね?, Mata gakkō de ne) - 3. Sei un drago (ドラゴンなんだって?, Doragon nandatte) - 4. Starbucks fa paura (スタバ怖い?, Sutaba kowai) - 5. Alla fine è stata sconfitta (やっと倒した?, Yatto taoshita) - 6. Non posso biasimarla (仕方ないよ?, Shikatanai yo) |                        |                   |                                                                             |
| 2 | 4 settembre 2024 | ISBN 978-4-08-884164-9 | 28 ottobre 2025   | ISBN 978-88-226-6362-7 (ed. regolare) ISBN 978-88-226-6466-2 (ed. limitata) |
| 2 | Capitoli (traduzioni letterali dei titoli) - 7. Cose da drago (ドラゴン絡み?, Doragon-garami) - 8. Fare sul serio (遊びに来たんだよ?, Asobi ni kitanda yo) - 9. Normale quanto possibile (できる限りは普通のフリ?, Dekiru kagiri wa futsū no furi) - 10. Mettersi alla prova (使い道?, Tsukaimichi) - 11. Niente riposo per i liceali (高校生って多忙すぎない？?, Kōkōsei tte tabō suginai?) - 12. Fare qualcosa di divertente per tutti (自分がみんなを楽しませてるみたいで?, Jibun ga minna o tanoshimaseteru mitai de) - 13. Non c'è bisogno di essere amiche (仲良い必要ないんだよ?, Nakaii hitsuyō nain da yo) - 14. Voglio conoscerti, Maeda (前田さんのことが知りたい?, Maeda-san no koto ga shiritai) - 15. Grazie per avermi aspettato (待っててくれてありがとう?, Mattete kurete arigatō) |                        |                   |                                                                             |
| 3 | 4 marzo 2025 | ISBN 978-4-08-884415-2 | —                 | —                                                                           |
| 3 | Capitoli (traduzioni letterali dei titoli) - 16. I lati positivi di Dragonhood (ドラゴンになってよかったこと?, Doragon ni natte yokatta koto) - 17. Attiriamo l'attenzione (目立とうよ?, Medatō yo) - 18. Fai in modo che le persone ti conoscano (みんなに知ってもらうこと?, Minna ni shitte morau koto) - 19. Una sostanza non umana (人間が持たない成分?, Ningen ga motanai seibun) - 20. Non è molto carino (そういうのよくないっすよ?, Sō iu no yokunaissu yo) - 21. È bello essere velenosi (毒があっていい?, Doku ga atte ī) - 22. Un attacco diretto (直撃みたい…です?, Chokugeki mitai... desu) - 23. Sono un drago (ドラゴンなんだから?, Doragon nanda kara) - 24. È un po' disgustoso (キモいね?, Kimoi ne)                                                                              |                        |                   |                                                                             |

### Capitoli non ancora in formatotankōbon
Questa lista è suscettibile di variazioni e potrebbe essere incompleta o non aggiornata.

- 25. Questo è sempre stato nel menù? (そんなのあったっけ？?, Sonna no attakke?)
- 26. Matsuda della quarta è qui? (4組の松田さんいますか？?, Yonkumi no Matsuda-san imasu ka?)
- 27. Non è pesante (何か重くない?, Nanka omokunai)
- 28. Il karaage freddo è disgustoso (冷めたからあげって不味いよね?, Sameta karaage tte mazui yo ne)
- 29. Camminare sui gusci d'uovo (余計な気?, Yokei na ki)
- 30. Il problema di Aoki (青木さんの問題?, Aoki-san no mondai)
- 31. Avrei voluto restare normale (普通なままでいたかった?, Futsū na mama de itakatta)
- 32. A una condizione (条件出します?, Jōken dashimasu)
- 33. Erba (ナワバリ?, Nawabari)
- 34. Il tipo di ghiaccio (氷属性?, Kōri zokusei)
- 35. Odio non ricevere niente (解らないと腹が立つね?, Wakaranai to hara ga tatsu ne)
- 36. Ottimo lavoro cucinando con quegli artigli (よくその爪で作れるな?, Yoku sono tsume de tsukureru na)

## Altri media
Il 23 febbraio 2022 è stato pubblicato un vomic del one-shot e dei primi tre capitoli, con Chiaki Omigawa come doppiatrice di Ruri Aoki. A luglio 2022 invece è stata pubblicata una serie di sticker digitali basati sulla serie nel servizio di messaggistica istantanea Line.

## Accoglienza
Esaminando il primo capitolo, Brian Salvatore di Multiversity Comics ha elogiato i disegni e il tono per aver affrontato la giustapposizione tra Ruri e l'ambiente circostante in un modo che bilancia commedia e assurdità, aggiungendo che il modo in cui la storia si svolge «sembra simile alla vita reale». Steven Blackburn di Screen Rant ha giudicato positivamente la commedia, ma ha aggiunto che il capitolo fa troppo affidamento su di essa, causando una mancanza di sviluppo tra le relazioni dei personaggi. Chanmei di Real Sound ha elencato la serie come uno dei manga consigliati per il 2022, definendola un «lavoro rivoluzionario».